# Giovanni Quirini
Giovanni Quirini (Venezia, 1285 – Venezia, 1333) è stato un poeta e mercante italiano, celebre per essere stato legato a Dante Alighieri mentre questi era in esilio a Ravenna.

## Biografia
Nato probabilmente intorno al 1285 a Venezia da Carlo Quirini, Giovanni Quirini nel corso della sua esistenza svolse la professione di mercante, tipico dell'ambiente socio-economico della Serenissima; dall'altro si dilettò nella composizione di poesie. Nel 1312 era per questioni economiche in Armenia, mentre nel 1316 risultava essere a Venezia dove sposò Donata di Giacomo Quirini, da cui ebbe Roberto, Francesco, Balduzzo e Piero. Secondo il critico e filologo dantesco Giorgio Petrocchi, Giovanni Quirini ebbe modo di frequentare l'ormai anziano Dante Alighieri nel suo esilio a Ravenna, alla corte di Guido Novello da Polenta. I critici, secondo Matteo Quintiliani, non sono però totalmente concordi nell'attribuire un rapporto d'amicizia tra Quirini e l'Alighieri: fatto sta, però, che il Quirini nel 1321 scrisse un sonetto in memoria della scomparsa di Dante e nel 1327 si gettò nell'agone della critica letteraria attaccando l'Acerba di Cecco d'Ascoli, critico nei confronti dell'opera dantesca. Per quanto riguarda la produzione lirica del Quirini, ricordato da Gianfranco Folena quale «primo poeta tosco-veneziano, e di notevole statura», concentrata tra il 1318 e il 1327 e d'argomento ora amoroso ora religioso-moraleggiante, è conservata nel manoscritto Venezia Latino XIV.223 conservato presso la Biblioteca Marciana di Venezia. Morì nel corso del 1333.